# Norman Shumway
Pour les articles homonymes, voir Shumway.
Norman Edward Shumway, né le 9 février 1923 et mort le 10 février 2006 d'un cancer du poumon, est un chirurgien américain, précurseur de la chirurgie à cœur ouvert et des transplantations cardiaques.

## Biographie
Norman Shumway est le premier chirurgien à réaliser une transplantation cardiaque aux États-Unis en 1968 avec Randall B. Griepp, juste après Christiaan Barnard en Afrique du Sud en 1967.
Shumway a été un pionnier de l'usage de la ciclosporine et des immunosuppresseurs en général.